# Papinsko lateransko sveučilište
Papinsko lateransko sveučilište (tal. Pontificia Università Lateranense, skr. PUL) je sveučilište papinskog prava sa sjedištem u Rimu, u ekstrateritorijalnoj zoni Svete Stolice u Lateranu. Ima predstavništva u četrdesetak zemalja svijeta i dodjeljuje znanstvene diplome priznate na međunarodnoj razini. Na Sveučilištu je nekoliko fakulteta: Pravni, Kanonskopravni, Filozofski i Teološki. Otvoreno je za studente svećenike i laike.

## Povijest
Papinsko lateransko sveučilište je na poseban način Papino”. Ove riječi svetoga Ivana Pavla II. izrečene povodom njegova posjeta Sveučilištu 16. veljače 1980., ukratko opisuju Sveučilište čiji korijeni datiraju iz 1773. godine, kada je papa Klement XIV. dokinuo Družbu Isusovu, te povjerio fakultet teologije i filozofije Rimskoga Zavoda (Collegio Romano) kleru Rimske biskupije. „

## Sveučilište danas
Temeljna formacija, specijalizacija i doktorski studij ponuđeni su na četirima fakultetima (teologija, filozofija, kanonsko pravo i civilno pravo), te na dvama institutima (pastoralna teologija i Utriusque Iuris). Osim spomenutih, na Sveučilištu postoje i uklopljeni instituti namijenjeni za specijalizaciju iz teologije, zadržavajući istovremeno svoju autonomiju: Papinska akademija Alfonsiana (poslijediplomski sveučilišni institut moralne teologije), Institut za patrologiju Augustinianum,  Institut teologije posvećenog života Claretianum, Međunarodni institut za pastoralnu teologiju u zdravstvu Camillianum.  

## Rektori sveučilišta
- svećenik Roberto Ronca † (1930. - 1932.)
- svećenik Pio Paschini † (1932. - 1957.)
- monsinjor Antonio Piolanti † (1957. - 1969.)
- monsinjor Pietro Pavan † (1969. - 1973.)
- monsinjor Franco Biffi † (1974. - 1983.)
- biskup Pietro Rossano † (1983. - 1991.)
- svećenik Umberto Betti, O. F. M. † (1991. - 1995.)
- biskup Angelo Scola (1995. - 2002.)
- biskup Rino Fisichella (2002. - 2010.)
- biskup Enrico dal Covolo (2010. - )

Izvor: GCatholic

## Veliki kancelari
- kardinal Luigi Tragliata † (1965. - 1968.)
- kardinal Angelo Dell'Acqua, O. Ss.C.A. † (1968. - 1972.)
- kardinal Ugo Poletti † (1973. - 1991.)
- kardinal Camillo Ruini (1991. - 2008.)
- kardinal Agostino Vallini (2008. -

## Vanjske poveznice
- Službena stranica Papinskog lateranskog sveučilišta: pul.it